# Gambusia hurtadoi
Gambusia hurtadoi är en fiskart som beskrevs av Hubbs och Springer, 1957. Gambusia hurtadoi ingår i släktet Gambusia och familjen Poeciliidae. IUCN kategoriserar arten globalt som sårbar. Inga underarter finns listade i Catalogue of Life.